# Eva-Maria Leeb

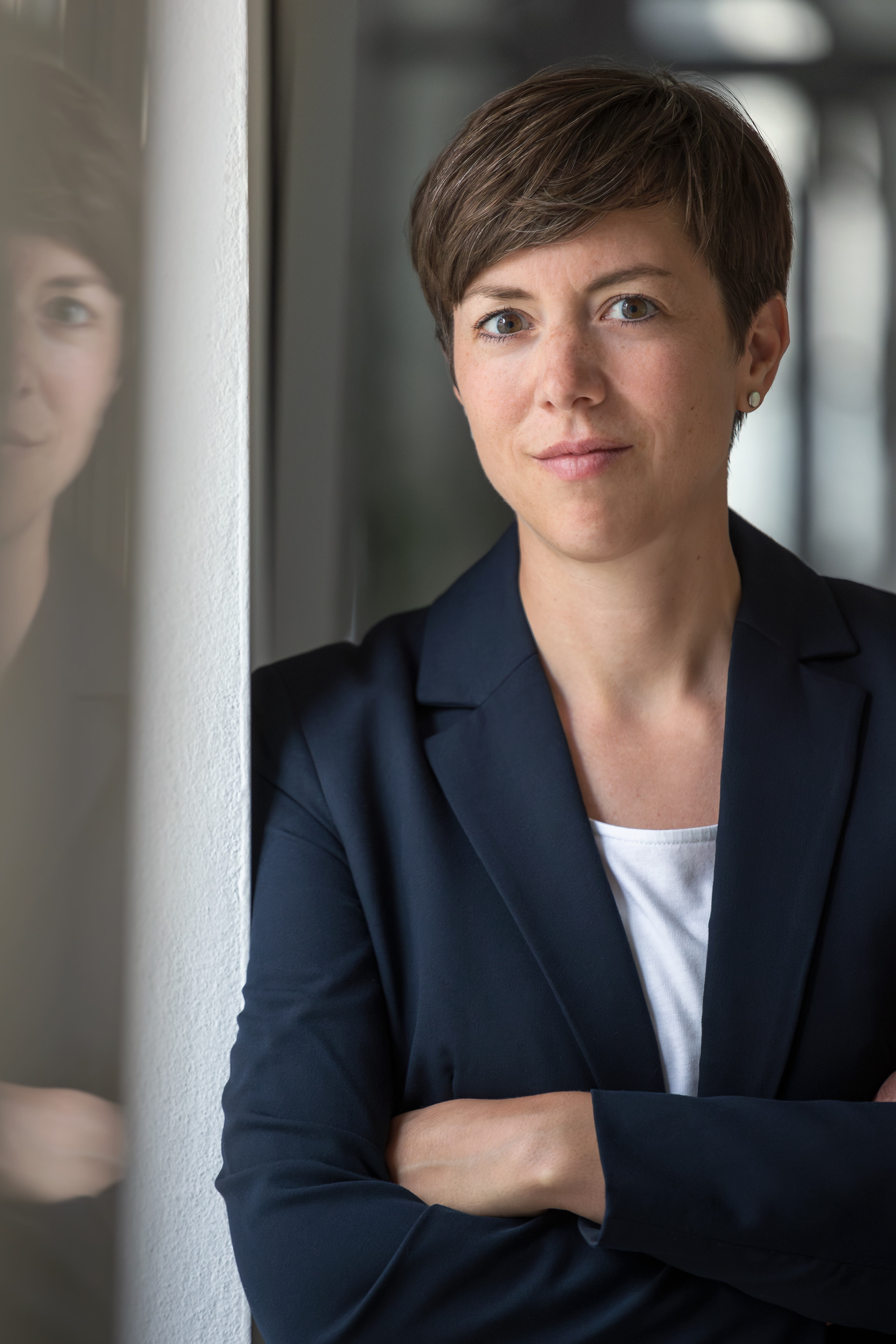
Eva-Maria Leeb

Eva-Maria Leeb (* 1986 in Marktredwitz) ist eine deutsche Chorleiterin, Musikpädagogin und Kirchenmusikerin.

## Leben und Wirken
Eva-Maria Leeb wuchs in Neusorg in der nördlichen Oberpfalz auf. Sie studierte Kirchenmusik und Dirigieren (Schwerpunkt Chorleitung) an der Hochschule für katholische Kirchenmusik und Musikpädagogik Regensburg. Des Weiteren belegte sie Meisterkurse und Lehrgänge bei Kurt Masur, Neil Varon, Vytautas Miškinis, Peter Planyavsky, Kurt Suttner, Friederike Stahmer, Friedhilde Trüün und anderen.
Als Dozentin für den Fachbereich
Dirigieren (Chor-, Kinderchor- und Jugendchorleitung) an der HfKM Regensburg baute sie ab 2019 die Mädchenkantorei der Hochschule mit Vorchor (Vorschulalter–2. Jahrgangsstufe), Nachwuchschor (3.–6. Jahrgangsstufe) und Kantorei (ab 7. Jahrgangsstufe) auf und leitet sie seitdem. Außerdem koordiniert sie die Stimmbildungseinheiten.
Leeb war bis 2017 Kirchenmusikerin der katholischen Pfarrei Mariä Verkündigung Tegernheim und wirkt heute an der Dompfarrei St. Ulrich Niedermünster in Regensburg.
Zudem ist sie Universitätsassistentin (Predoc) an der Universität Mozarteum Salzburg im Rahmen des Erasmus+-Projektes „How to carry out virtual choir rehearsals with the help of digital tools“ sowie wissenschaftliche und künstlerische Mitarbeiterin im Forschungs-, Kunst- und Lehrbetrieb. Dort promoviert sie im Bereich der Chorpädagogik bei Heike Henning.
Eva-Maria Leeb engagiert sich bei der Internationalen Stiftung zur Förderung von Kultur und Zivilisation und hält Vorträge und Fortbildungsveranstaltungen, auch in digitaler Form, im In- und Ausland in den Bereichen Chor- und Kinder-/Jugendchorleitung. Für die Bayerische Landeskoordinierungsstelle Musik (BLKM) erstellt sie Unterrichts- und Fortbildungsmaterialien wie Tutorials und Audiodateien.

## Preise und Auszeichnungen
- 1998: 1. Platz beim internationalen G.P.-da-Palestrina-Chorwettbewerb in Rom mit dem Vokalensemble ars musica[2]
- 2007: Förderpreis für besondere kulturelle Leistungen Jugendlicher der Stadt Marktredwitz[4]
- 2015: 2. Platz beim Chorleiterwettbewerb des Allgemeinen Cäcilien-Verbands für Deutschland[3]
- 2023: Regensburger Preis für Frauen in Wissenschaft und Kunst[5]

## Veröffentlichungen
- JugendChorLeitung – Impulse für eine ansprechende und erfolgreiche Jugendchorarbeit. Con Brio, Regensburg 2021.[6]
- Unser Licht ist Christus. Chorbuch zum Deutschen Jugendchorfestival Pueri Cantores Regensburg. Hg. Eva-Maria Leeb et al. Bärenreiter-Verlag, 2017.
- Musik in tempore coronae. In: Musik und Kirche, 5/2020.
- Literatur für Mädchenchöre. In: Musik und Kirche, 5/2021.

## Kompositionen
- Vater unser. SATB a cappella. Ecclesia Cantans 2008

## Diskografie
- Komponisten der HfKM. Studenten der Kirchenmusikschule aus den Jahren 1874–1900; Stud. der Fachakademie/Hochschule aus den Jahren 1980–2008. Kammerchor der Hochschule für kath. Kirchenmusik und Musikpädagogik Regensburg. Daraus: Stefan Trenner: Kyrie aus der Missa Sanctae Caeciliae super "Cantantibus organis" für Chor (SATB) und Orgel
- Geistliche Musik von Franz Josef Stoiber - Messen und Motetten. Regensburger Domspatzen, Chöre der HfKM u. a. Ambiente Audio 2018. Daraus: Motette Ubi caritas et amor, Deus ibi est für Chor (SATB) a cappella und Missa Inglese für Chor (SATB) und Orgel